# Chaunacops
Chaunacops es un género de peces lophiiformes de la familia Chaunacidae. Estos peces se caracterizan por tener cabezas en forme de globo, canales de línea sensorial y lateral, y la piel cubierta de pequeñas escamas. Su color, que ha sido señalado como una característica importante que le distingue, en general, varia desde el naranja rosa a rojizo o simplemente rosa.

## Especies
Existen 4 especies reconocidas en este género:
- Chaunacops coloratus Garman, 1899
- Chaunacops melanostomus J. H. Caruso, 1989
- Chaunacops roseus T. Barbour, 1941
- Chaunacops spinosus H. C. Ho & McGrouther, 2015[2]

### Lectura recomendada
- J. H. Caruso. Systematics and distribution of the Atlantic chaunacid anglerfishes (Pisces:Lophiiformes). „Copeia”. 1, s. 153–165, 1989 (ang.).
- Caruso et al..Chaunacops Garman, 1899, a senior objective synonym of Bathychaunax Caruso, 1989 (Lophiiformes: Chaunacoidei: Chaunacidae). „Copeia”. 1, s. 120-121, 2006 (ang.).